# Clase Almirante Brown
La clase Almirante Brown fue una clase de cruceros pesados construidos en Italia durante el período de entreguerras: el ARA Almirante Brown y ARA Veinticinco de Mayo. Ambos estuvieron en servicio con la Armada Argentina de 1930 a 1962.

## Desarrollo
Fueron autorizados en 1926, bajo un Programa Naval argentino, que dictaba la necesidad de tres cruceros que complementasen a los acorazados ARA Moreno y ARA Rivadavia. El concurso fue ganado por los astilleros Odero Terni Orlando, de Génova, Italia, con un diseño basado en el primer tipo de crucero de la Regia Marina que cumplía los requisitos del Tratado de Washington, es decir, la clase Trento.
Su historial operativo consistió en maniobras con el resto de la escuadra y visitas a países americanos.
El ARA Veinticinco de Mayo (C-2) participó marginalmente en la Guerra Civil Española entre agosto y diciembre de 1936, velando por los intereses argentinos en España y recogiendo refugiados.
En 1931, el Almirante Brown abordó y hundió al destructor Corrientes, y a su vez fue embestido por el acorazado ARA Rivadavia, sufriendo daños considerables.
Participaron en la Campaña antártica 1947-48.

## Unidades
| Nombre                  | Número | Constructor | Asignado | Destino                   |
| ----------------------- | ------ | ----------- | -------- | ------------------------- |
| ARA Almirante Brown     | C-1    | Odero       | 1931     | Baja en 1958 y desguazado |
| ARA Veinticinco de Mayo | C-2    | Odero       | 1931     | Baja en 1960 y desguazado |